# Puente de Hispanoamérica
El puente de Hispanoamérica (a menudo llamado también de forma incorrecta puente de la Hispanidad, incluso por el propio ayuntamiento de la ciudad) es un puente atirantado asimétrico en Valladolid, situado en la avenida de Zamora (ronda interior sur), y que cruza el río Pisuerga, conectando el barrio de  Las Villas-Valparaíso con el de Parquesol.

## Historia

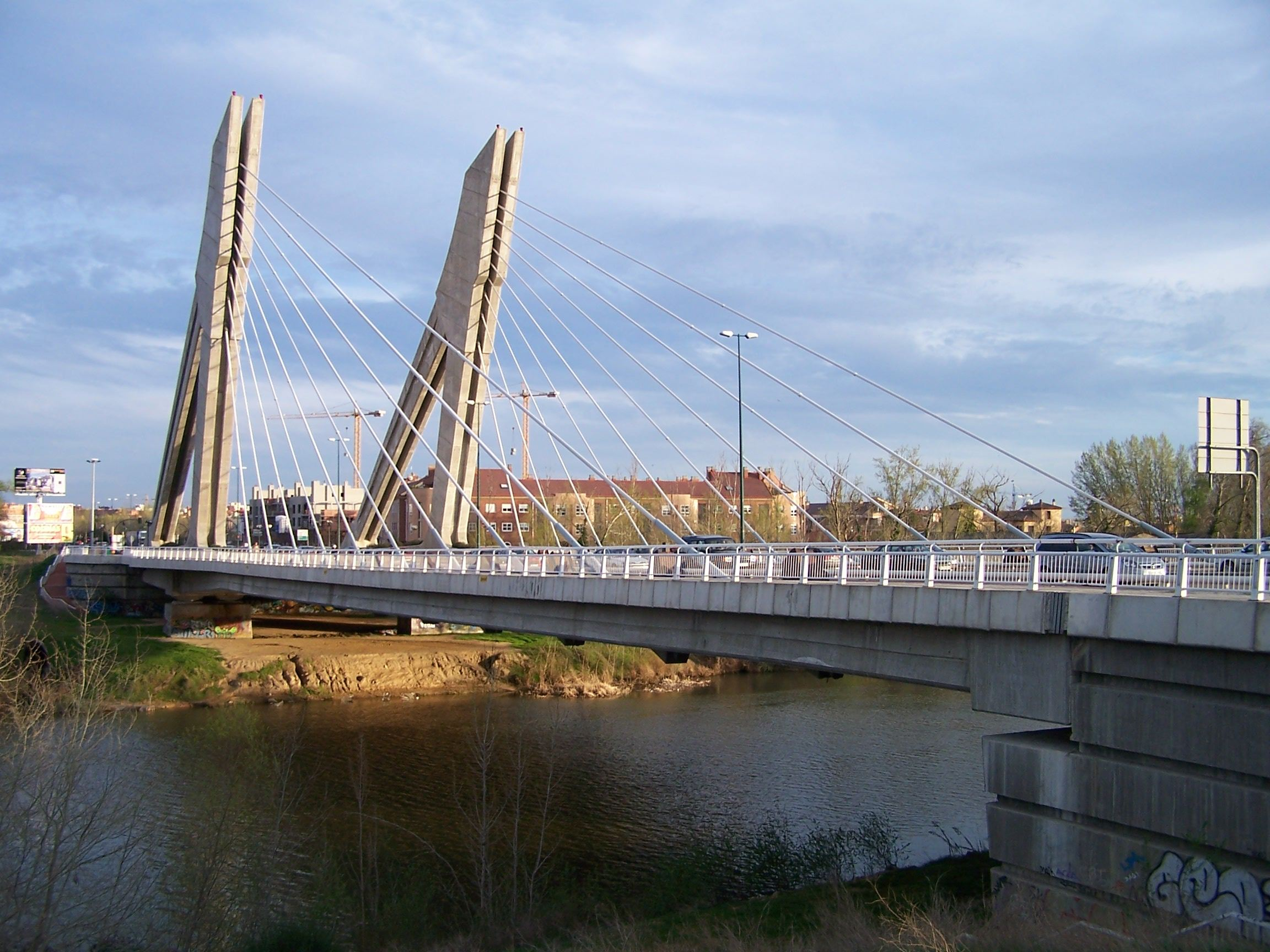
El puente en el año 2006.

El puente de Hispanoamérica fue construido entre 1996 y 1999, junto con el resto de la avenida de Zamora. Fue proyectado y dirigida su construcción por Juan José Arenas y Marcos Pantaleón y construido por una UTE formada por las empresas constructoras Ferrovial y Zarzuela. 
Actualmente pertenece al Ayuntamiento de Valladolid, como el resto de la avenida, tras su cesión por la Junta de Castilla y León, administración que financió y construyó la obra por convenio firmado con el consistorio.

## Detalles

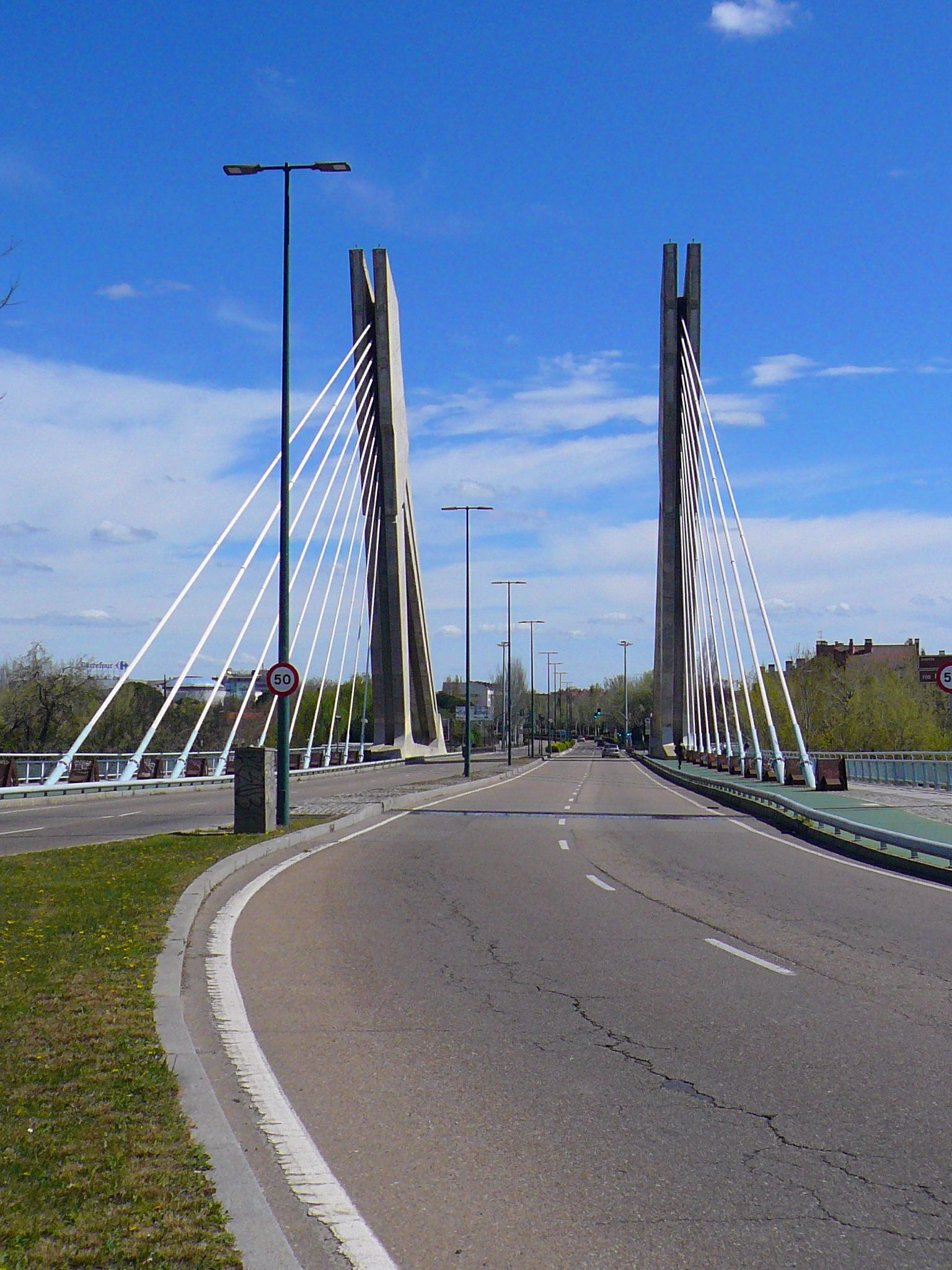
Vista frontal del puente en el año 2023.

El vano principal mide 120 metros y tiene dos planos de atirantamiento, y los pilones tienen la característica especial de tener forma de un marco triangular; de forma que los tirantes, en vez de continuar hasta el contrapeso como es habitual, están anclados de forma que la carga de tracción se transmite por el lado del marco más alejado al río hasta el contrapeso. 
Los pilones (también llamados "velas" por los autores) son de hormigón pretensado en los que están a tracción y su altura es de unos 25 metros, el ancho del tablero es de 34 metros, que incluyen una calzada de dos carriles para vehículos de motor, uno bici y una acera por sentido, separados por una mediana. La longitud del vano pequeño (el que cierra el triángulo) es de 36 metros, la longitud total serían 156 metros.